# 7433 Pellegrini
7433 Pellegrini (1993 KD) là một tiểu hành tinh vành đai chính được phát hiện ngày 21 tháng 5 năm 1993 bởi Farra d'Isonzo ở Farra d'Isonzo.